# Polikarp Gumiński
Polikarp Gumiński (ur. 26 stycznia 1820 w Warszawie, zm. po 1907 prawdopodobnie tamże) – polski malarz.

## Życiorys
W latach 1836–1847 kształcił się artystycznie, najpierw w Warszawie, a od 1844 do 1846 roku w Akademii Sztuk Pięknych w Düsseldorfie. W 1848 roku przybył do Poznania, ponieważ miał tu zamówienia na portrety. W tym samym roku brał udział w powstaniu wielkopolskim, w wyniku czego w kwietniu 1848 roku został aresztowany i skazany na trzy lata więzienia. Karę odbywał w cytadeli twierdzy Magdeburg, gdzie powstały jego rysunki, przedstawiające powstanie i czas aresztowania.
Po zwolnieniu powrócił najpierw do Poznania, ale rok później został z niego wydalony z powodu kontrowersyjnego, wykonanego przez niego wizerunku Matki Bożej Królowej Polski; udał się później do Brukseli, a następnie do Paryża. W 1870 roku wrócił do Warszawy. Żył tam w ubóstwie, jako nauczyciel rysunku.